# Хенривил (Индијана)
Хенривил (енгл. Henryville) насељено је место без административног статуса у америчкој савезној држави Индијана.

## Демографија
По попису из 2010. године број становника је 1.905, што је 360 (23,3%) становника више него 2000. године.
| Група             | 2000.         | 2010.         |
| Белци             | 1.528 (98,9%) | 1.855 (97,4%) |
| Афроамериканци    | 1 (0,1%)      | 0 (0,0%)      |
| Азијати           | 4 (0,3%)      | 8 (0,4%)      |
| Хиспаноамериканци | 4 (0,3%)      | 30 (1,6%)     |
| Укупно            | 1.545         | 1.905         |